# Bochelvliegen
De bochelvliegen (Phoridae) zijn een familie uit de orde van de tweevleugeligen (Diptera), onderorde vliegen (Brachycera). Wereldwijd omvat deze familie zo'n 302 genera en 4202 soorten.

## Kenmerken
Deze insecten hebben een bruin, zwart of geelachtig lichaam met een sterk ontwikkeld borststuk, een omlaaggebogen kop en sterk verdikte achterdijen. Het lichaam bevat vaak opvallende, geveerde borstels. De antennen lijken slechts één geleding te bezitten. Ze hebben een schokkerige manier van lopen. De lichaamslengte varieert van 0,5 tot 6 mm.

## Leefwijze
Het voedsel van de volwassen dieren bestaat uit vloeistoffen. De larven daarentegen voeden zich met schimmels of rottend materiaal, soms met insecten, slakken en wormen.

## Verspreiding en leefgebied
Deze familie komt wereldwijd voor in allerlei micro-habitats.

## Taxonomie
De volgende taxa worden bij de familie ingedeeld:
- Onderfamilie Metopininae
- Onderfamilie Phorinae
- Onderfamilie Prioriphorinae
- Onderfamilie Sciadocerinae
- Onderfamilie Termitoxeniinae
- Onderfamilie Thaumatoxeninae

## In Nederland waargenomen soorten
- Genus: Aenigmatias
  - Aenigmatias dorni
  - Aenigmatias lubbockii
- Genus: Anevrina
  - Anevrina curvinervis
  - Anevrina thoracica
  - Anevrina unispinosa
  - Anevrina urbana
- Genus: Beckerina
  - Beckerina arcuata
  - Beckerina nigripennis
  - Beckerina quartomollis
  - Beckerina umbrimargo
- Genus: Borophaga
  - Borophaga femorata
  - Borophaga incrassata
  - Borophaga subsultans
- Genus: Chaetopleurophora
  - Chaetopleurophora bohemanni
  - Chaetopleurophora erythronota
  - Chaetopleurophora pygidialis
  - Chaetopleurophora spinosa
  - Chaetopleurophora spinosissima
- Genus: Conicera
  - Conicera dauci
  - Conicera floricola
  - Conicera schnittmanni
  - Conicera similis
  - Conicera tarsalis
  - Conicera tibialis
- Genus: Diplonevra
  - Diplonevra abbreviata
  - Diplonevra concinna
  - Diplonevra florescens
  - Diplonevra funebris
  - Diplonevra glabra
  - Diplonevra nitidula
  - Diplonevra pachycera
  - Diplonevra pilosella
  - Diplonevra zuijleni
- Genus: Dohrniphora
  - Dohrniphora cornuta
- Genus: Gymnophora
  - Gymnophora arcuata
  - Gymnophora integralis
  - Gymnophora nigripennis
  - Gymnophora quartomollis
- Genus: Gymnoptera
  - Gymnoptera longicostalis
  - Gymnoptera vitripennis
- Genus: Hypocera
  - Hypocera mordellaria
- Genus: Megaselia
  - Megaselia aculeata
  - Megaselia aequalis
  - Megaselia affinis
  - Megaselia albicans
  - Megaselia albicaudata
  - Megaselia albiclava
  - Megaselia alticolella
  - Megaselia altifrons
  - Megaselia analis
  - Megaselia angelicae
  - Megaselia angusta
  - Megaselia annulipes
  - Megaselia aristica
  - Megaselia armata
  - Megaselia basispinata
  - Megaselia beckeri
  - Megaselia berndseni
  - Megaselia beyeri
  - Megaselia bovista
  - Megaselia brevicornis
  - Megaselia brevicostalis
  - Megaselia brevior
  - Megaselia breviseta
  - Megaselia breviterga
  - Megaselia campestris
  - Megaselia ciliata
  - Megaselia cinerea
  - Megaselia cinereifrons
  - Megaselia coacta
  - Megaselia collini
  - Megaselia communiformis
  - Megaselia conformis
  - Megaselia consetigera
  - Megaselia correlata
  - Megaselia costalis
  - Megaselia cothurnata
  - Megaselia crassicosta
  - Megaselia crassipes
  - Megaselia curvicapilla
  - Megaselia dahli
  - Megaselia densior
  - Megaselia devia
  - Megaselia discreta
  - Megaselia diversa
  - Megaselia dubitalis
  - Megaselia eisfelderae
  - Megaselia elongata
  - Megaselia emarginata
  - Megaselia errata
  - Megaselia fenestralis
  - Megaselia feronia
  - Megaselia flava
  - Megaselia flavescens
  - Megaselia flavicans
  - Megaselia flavicoxa
  - Megaselia frameata
  - Megaselia fumata
  - Megaselia fungivora
  - Megaselia furcatipennis
  - Megaselia fusca
  - Megaselia fuscinervis
  - Megaselia fuscovariana
  - Megaselia glabrifrons
  - Megaselia gregaria
  - Megaselia halterata - (Champignonvlieg)
  - Megaselia hayleyensis
  - Megaselia hibernans
  - Megaselia hilaris
  - Megaselia hirsuta
  - Megaselia hirticaudata
  - Megaselia hirticrus
  - Megaselia hirtiventris
  - Megaselia hortensis
  - Megaselia humeralis
  - Megaselia hyalipennis
  - Megaselia hypopygialis
  - Megaselia ignobilis
  - Megaselia indifferens
  - Megaselia infraposita
  - Megaselia insons
  - Megaselia intercostata
  - Megaselia involuta
  - Megaselia largifrontalis
  - Megaselia lata
  - Megaselia latifemorata
  - Megaselia latifrons
  - Megaselia latipalpis
  - Megaselia limburgensis
  - Megaselia longicostalis
  - Megaselia longipalpis
  - Megaselia longiseta
  - Megaselia lucifrons
  - Megaselia lutea
  - Megaselia luteipes
  - Megaselia lutescens - (Vlekplaatbochelvlieg)
  - Megaselia major
  - Megaselia manicata
  - Megaselia manualis
  - Megaselia maura
  - Megaselia meconicera
  - Megaselia meigeni
  - Megaselia melanocephala
  - Megaselia minor
  - Megaselia minuta
  - Megaselia mixta
  - Megaselia nasoni
  - Megaselia nigra
  - Megaselia nigrescens
  - Megaselia nigriceps
  - Megaselia oblongifrons
  - Megaselia obscuripennis
  - Megaselia offuscata
  - Megaselia paludosa
  - Megaselia parva
  - Megaselia pectoralis
  - Megaselia pedatella
  - Megaselia perdistans
  - Megaselia picta
  - Megaselia pilifemur
  - Megaselia pleuralis
  - Megaselia plurispinulosa
  - Megaselia posticata
  - Megaselia praeacuta
  - Megaselia propinqua
  - Megaselia protarsalis
  - Megaselia pseudogiraudii
  - Megaselia pulicaria
  - Megaselia pumila
  - Megaselia pusilla
  - Megaselia pygmaea
  - Megaselia quadriseta
  - Megaselia rata
  - Megaselia rubella
  - Megaselia rufa
  - Megaselia ruficornis
  - Megaselia rufifrons
  - Megaselia rufipes
  - Megaselia rupestris
  - Megaselia sanguinea
  - Megaselia scalaris
  - Megaselia schutti
  - Megaselia scutellaris
  - Megaselia septentrionalis
  - Megaselia sepulchralis
  - Megaselia setulipalpis
  - Megaselia simplex
  - Megaselia simulans
  - Megaselia spinicincta
  - Megaselia spinigera
  - Megaselia stichata
  - Megaselia stigmatica
  - Megaselia styloprocta
  - Megaselia subcarpalis
  - Megaselia subconvexa
  - Megaselia subfraudulenta
  - Megaselia subnudipennis
  - Megaselia subpalpalis
  - Megaselia subpleuralis
  - Megaselia subtumida
  - Megaselia sulphuripes
  - Megaselia superciliata
  - Megaselia surdifrons
  - Megaselia sylvatica
  - Megaselia tama
  - Megaselia tarsalis
  - Megaselia tarsella
  - Megaselia tergata
  - Megaselia triquetra
  - Megaselia tumida
  - Megaselia uliginosa
  - Megaselia unguicularis
  - Megaselia unicolor
  - Megaselia ustulata
  - Megaselia variana
  - Megaselia verna
  - Megaselia vernalis
  - Megaselia vestita
  - Megaselia virilis
  - Megaselia waagei
  - Megaselia zonata
- Genus: Metopina
  - Metopina braueri
  - Metopina crassinervis
  - Metopina heselhausi
  - Metopina oligoneura
  - Metopina perpusilla
  - Metopina pileata
- Genus: Peromitra
  - Peromitra agilis
  - Peromitra carinifrons
  - Peromitra erythrocera
  - Peromitra germanica
  - Peromitra incrassata
- Genus: Phalacrotophora
  - Phalacrotophora berolinensis
  - Phalacrotophora beuki
  - Phalacrotophora delageae
  - Phalacrotophora fasciata
- Genus: Phora
  - Phora artifrons
  - Phora atra
  - Phora dubia
  - Phora edentata
  - Phora holosericea
  - Phora pubipes
  - Phora stictica
  - Phora tincta
  - Phora velutina
- Genus: Plectanocnema
  - Plectanocnema nudipes
- Genus: Pseudacteon
  - Pseudacteon formicarum
  - Pseudacteon lundbecki
- Genus: Spiniphora
  - Spiniphora bergenstammi
  - Spiniphora dorsalis
  - Spiniphora excisa
  - Spiniphora maculata
- Genus: Triphleba
  - Triphleba aprilina
  - Triphleba autumnalis
  - Triphleba bicornuta
  - Triphleba crassinervis
  - Triphleba dentata
  - Triphleba distinguenda
  - Triphleba dudai
  - Triphleba excisa
  - Triphleba hentrichi
  - Triphleba hyalinata
  - Triphleba inaequalis
  - Triphleba intempesta
  - Triphleba intermedia
  - Triphleba lugubris
  - Triphleba luteifemorata
  - Triphleba minuta
  - Triphleba nivalis
  - Triphleba nudipalpis
  - Triphleba opaca
  - Triphleba papillata
  - Triphleba renidens
  - Triphleba trinervis
  - Triphleba tumidula
  - Triphleba vitrea
- Genus: Woodiphora
  - Woodiphora retroversa